# François Coty

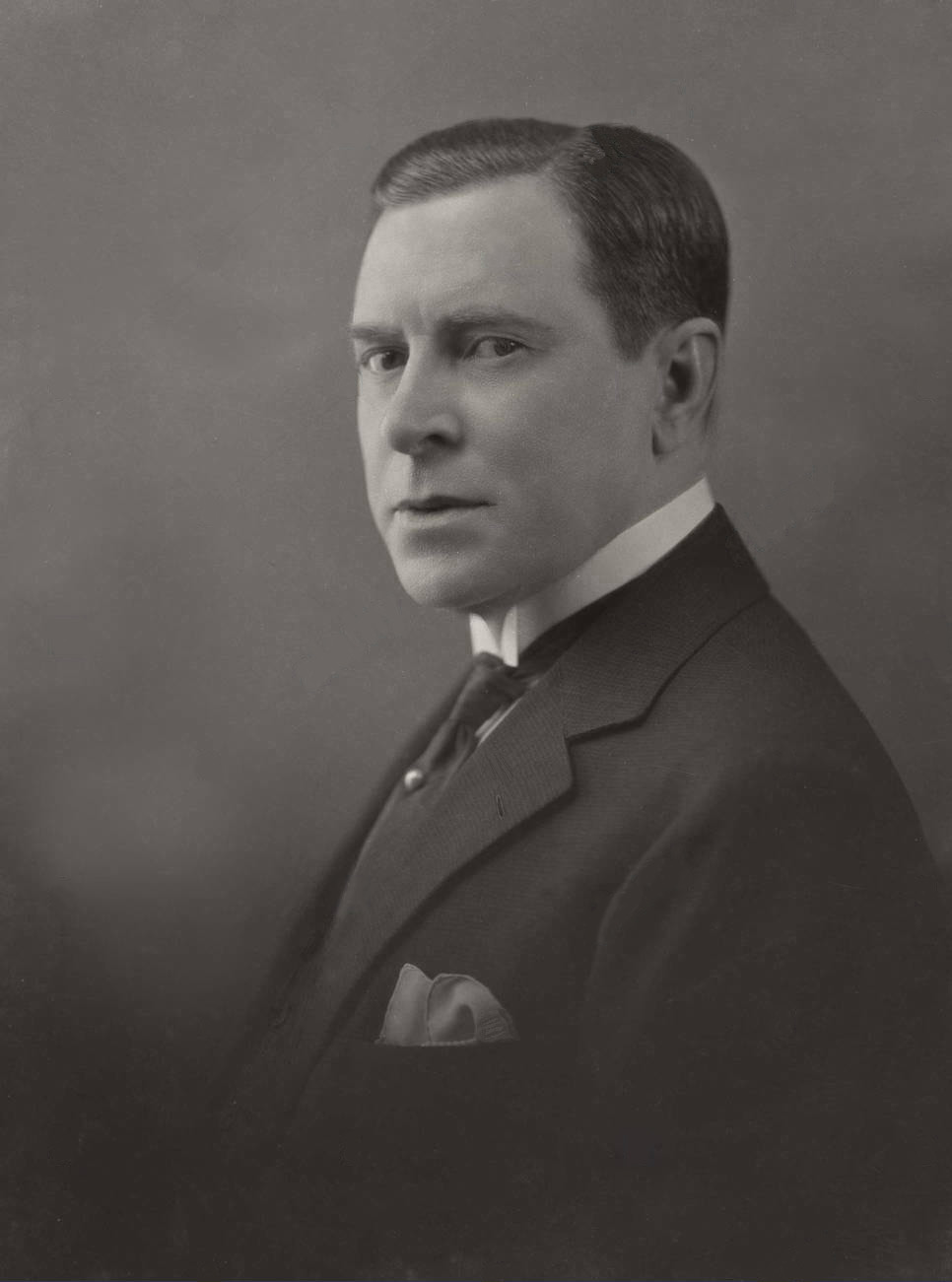
François Coty (1910)

François Coty, född Joseph Marie François Spoturno 3 maj 1874, död 25 juli 1934, fransk industrialist och tidningsägare.
Coty var bördig från Korsika, där han varit conseiller général och skapat en väldig förmögenhet inom parfym- och kosmetikabranschen. Han började på 1920-talet bygga upp ett tidningsimperium. Där övertog han bland annat den konservativa Le Figaro. François Coty är också en av 1900-talets största parfymörer. Hans viktigaste prestation inom parfymeri var skapandet av parfymen Chypre 1917. De visade sig vara så karakteristiska att de fungerade som utgångspunkten för skapandet av en hel familj av "chypre"-parfymer.